# Pycnogonida
Pycnogonida reprezintă o clasă de artropode marine. Aceștia mai sunt numiți Păianjeni de mare sau Pantopode, după numele ordinului. Păianjenii de mare locuiesc în mări, în special în Marea Mediterană, Marea Caraibelor, Oceanul Arctic și în mările Antarcticii. Există peste 1300 de specii descrise, având o lungime între 1 mm și 90 cm. Majoritatea speciilor habitează regiunile de litoral, în apele puțin adânci. Însă unele specii pot fi găsite la adâncimi foarte mari, de până la 7000 m, întâlnite îndeosebi în apele Antarctice.

## Descriere

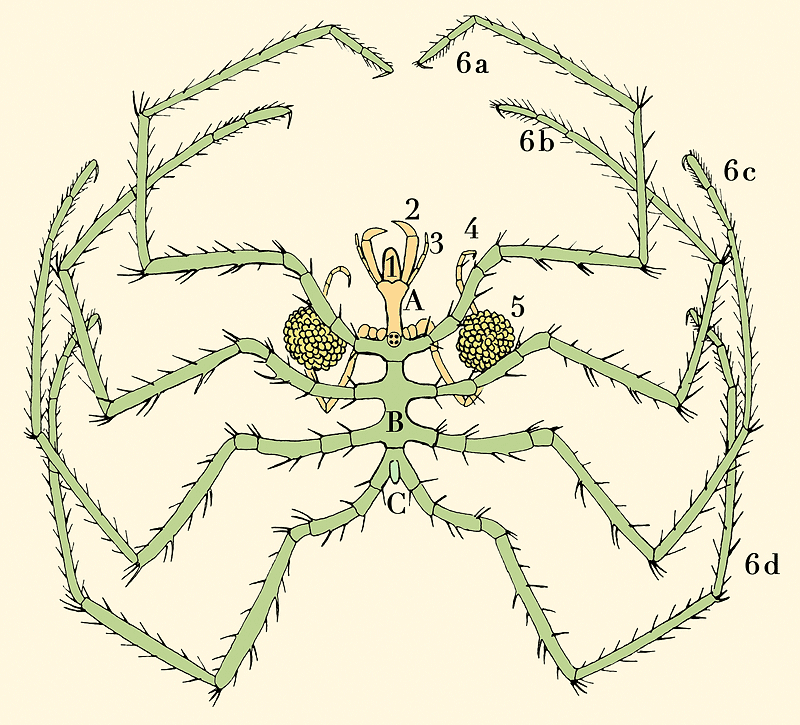
Morfologie externă
A - trompa, B - prosoma, C - opistosoma
1 - trompă (proboscis)
2 - chelifor
3 - palp
4 - membre ovigerer
5 - ponta
6a-6d - picioare

### Morfologie externă
Păianjenii de mare au picioare extrem de lungi în comparație cu dimensiunile corpului propriu-zis. De regulă, numărul picioarelor – membre locomotoare - este de 4 perechi, însă se întâlnesc specii cu 5 și 7 perechi. Corpul păiajenilor de mare este alcătuit din prosomă (cefalotorace) și opistosomă (abdomen) foarte redusă. El este acoperit de o cuticulă necalcaroasă.

Regiunea anterioară este nesegmentată și poartă trompa (proboscis), cheliforele, palpii, și alte două perechi de membre. Prima pereche de membre la masculi este adaptată pentru a purta ponta și se numesc membre ovigere, iar la femele poate lipsi. Cheliforele și palpii echivalează cu chelicerele și pedipalpii la alte chelicerate. Trompa este de formă cilindrică, aici se deschide orificiul bucal. Ea este înconjurată de 3 buze, una superioară și două latero-inferioare. La baza trompei sunt situate cheliforele și palpii. La unele specii, la adulți, cheliforele, palpii și ovigerele pot fi reduse sau lipsi, însă trompa este mai dezvoltată și este acoperită cu firi senzitivi. Regiunea posterioară a prosomei este constituită din 3 segmente ce poartă câte un membru utilizat pentru deplasare. Membrele sunt formate din 9 – 10 articole și se termin cu ghiare.
Opistosoma este foarte scurtă și nesegmentată și nu poartă niciun membru. Este interesant faptul că mușchii sunt alcătuiți dintr-o singură celulă musculară.

### Anatomie
Din cauza dimensiunilor reduse ale corpului majoritatea organelor interne sunt amplasate sau prelungite în picioare.

Sistemul nervos este reprezentată printr-un creier și un lanț nervos ventral. Lanțul este compus din 6 – 7 ganglioni. De primii 4 – 5 ganglioni sunt conectați nervii membrelor, iar la ultimii - nervii opistosomei. Organele de simț sunt reprezentate de 2 perechi de ochi situați dorsal pe prosomă, pe proeminențe cuticulare, la unele forme ochii lipsesc.

Sistemul circulator este de tip deschis. Inima tubulară se află în prosomă, lateral se deschid 4 – 6 osteole, uneori este prezintă o osteolă nepereche pe partea posterioară a inimii. Inima execută 90 – 180 bătăi pe minut.

Sistemul respirator este absent, schimbul de gaze având loc prin difuzie, prin toată suprafața corpului.

Aparatul digestiv. Orificiul bucal se află pe vârful trompei. Intestinul formează diverticule lungi ce pătrund în fiecare picior. 

Organele excretoare sunt în a doua și a treia pereche de picioare, se deschid pe al patrulea și al cincilea articol.

## Reproducerea
Păianjenii de mare au sexele separate, cu excepția unei singure specii hermafrodite. Atât femele, cât și masculii au câte o pereche de ovare și, respectiv, testicule situați dorsal sau lateral față de intestin. Fecundația este externă. Ponta este purtată de mascul. De asemenea, el are grijă de juvenili. În rest, foarte puțin se cunoaște se împerecherea acestora. 

Larvă are un intestin orb, iar corpul constă dintr-un cap, chelifor, palpii și ovigerere. Restul prosomei, picioarele și opistosoma se dezvoltă mai târziu. Larvele unor specii duc un mod de viață parazit.

## Ecologie
Pantopodele se întâlnesc în mările de lângă Australia, Noua Zeelandă coasta pacificului a Statelor Unite, în Marea Mediterană și Caraibelor, în mările arctice și antarctice. Păianjenii de mare sunt bine camuflați printre pietre, alge și vegetația subacvatică. Ei se deplasează pe fundul bazinului cu picioarele lor lungi. Majoritatea speciilor sunt carnivore și se hrănesc cu sucul intern al celenteratelor, spongierilor, policheților și briozoarelor. Ei introduc trompa în corpul animalului și aspiră lichidele interne. De fapt, am putea spune că sunt paraziți ai acestora. Altele sunt necrofage, se hrănesc cu organisme moarte. În apele românești ale Mării Negre se întâlnesc speciile Callipallene phantoma și Callipalene brevirostris.

## Clasificare
Clasa Pycnogonida cuprinde peste circa 1,300 de specii, grupate în 86 de genuri. Clasa include doar un singur ordin – Pantopoda – și 10 familii. Poziția acestei clase în sistematica artropodelor și chelicerelor este inceartă. Diferențele de păreri este generată de prezența trompei, și lipsa acesteia la alte chelicerate, în plus cheliforele nu sunt organe omoloage chelicerelor, fiind inervate nu de tritocerebron ci de protocerebron (regiuni ale creierului). 